# Jacek Dębski
Jacek Dębski (ur. 6 kwietnia 1960 w Łodzi, zm. 12 kwietnia 2001 w Warszawie) – polski polityk i przedsiębiorca.

## Życiorys
Ukończył studia polonistyczne na Uniwersytecie Łódzkim. W latach 80. związany z ugrupowaniami opozycyjnymi: w czasach studenckich działał w Niezależnym Zrzeszeniu Studentów, a później w Ruchu Młodej Polski (RMP), z którego został usunięty w 1988 z powodu wysłania do władz emigracyjnego Stronnictwa Narodowego listu, uznanego przez kierownictwo RMP za „szkalujący” środowisko Ruchu, oraz wydawania podziemnego pisma „Myśl”, które zdaniem kierownictwa Ruchu zawierało akcenty antysemickie. Jacek Dębski w tym okresie był też przewodniczącym łódzkich struktur Narodowego Odrodzenia Polski.
Od 1990 kierował łódzkim oddziałem Unii Polityki Realnej. W latach 1991–1992 pracował jako prezes RSW „Prasa-Książka-Ruch”, zakładając w tym czasie m.in. spółkę Empik. Od 1993 członek zarządu krajowego Kongresu Liberalno-Demokratycznego. Dyrektor Łódzkiej Wytwórni Papierosów w latach 1994–1996. W 1997 pełnił obowiązki zarządcy komisarycznego w Zakładach Przemysłu Spirytusowego w Sieradzu.
Przed wyborami do Sejmu w 1997 związał się z Koalicją Konserwatywną, która wchodziła w skład Akcji Wyborczej Solidarność. Należał do grona bliskich współpracowników jednego z liderów AWS i późniejszego wicepremiera Janusza Tomaszewskiego. W wyborach do Sejmu kandydował z okręgu suwalskiego, jednak mandatu nie uzyskał. Po wyborach został usunięty z Koalicji Konserwatywnej, ponieważ ubiegał się o mandat poselski bez rekomendacji partii. Przystąpił następnie do Ruchu Społecznego AWS. Dzięki poparciu Janusza Tomaszewskiego w grudniu 1997 objął stanowisko szefa Urzędu Kultury Fizycznej i Turystyki (UKFiT). W wyborach samorządowych w 1998 uzyskał z listy AWS mandat radnego sejmiku łódzkiego.
W 1998 popadł w konflikt z władzami Polskiego Związku Piłki Nożnej z prezesem Marianem Dziurowiczem na czele. Decyzję o zawieszeniu władz związku odwołał wobec groźby wykluczenia polskich drużyn z rozgrywek międzynarodowych. W lutym 2000 został odwołany ze stanowiska szefa UKFiT przez premiera RP Jerzego Buzka po tym, jak w wywiadzie dla „Gazety Wyborczej” zasugerował, że był namawiany przez wysokiego rangą polityka AWS do poszukiwania materiałów kompromitujących byłych szefów UKFiT Aleksandra Kwaśniewskiego i Stanisława Stefana Paszczyka. W następnym miesiącu (9 marca) został także wykluczony z RS AWS.

## Śmierć

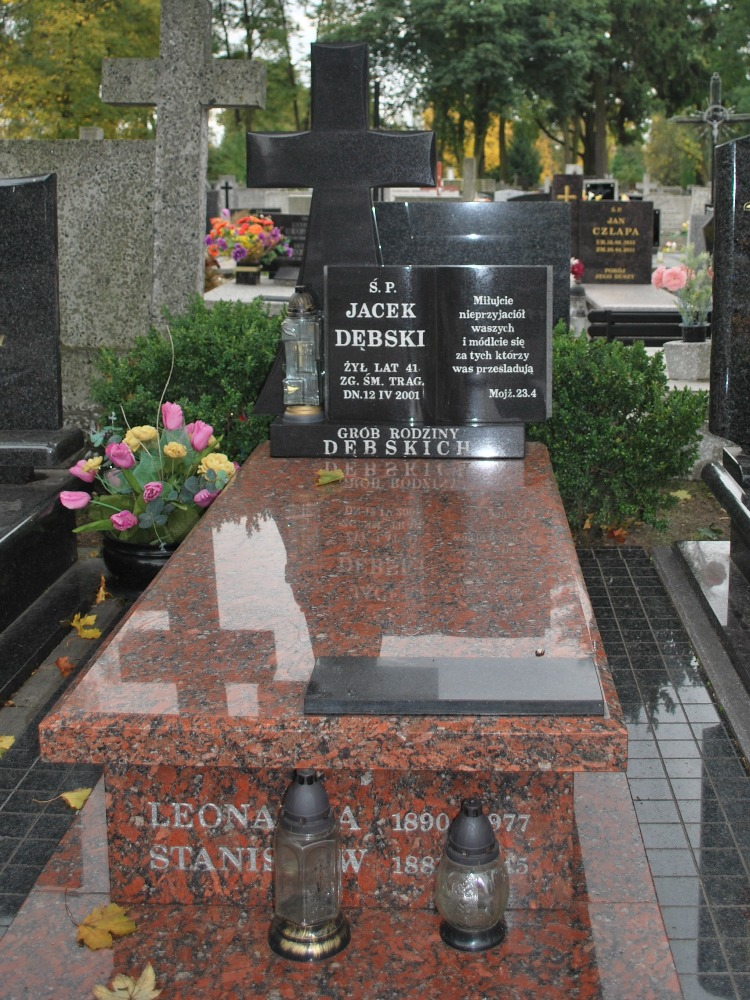
Nagrobek Jacka Dębskiego na łódzkim cmentarzu na Mani

Po odejściu z polityki wszedł w kontakt z osobami prowadzącymi działalność przestępczą, m.in. z Jeremiaszem Barańskim, ps. „Baranina”. 12 kwietnia 2001 został zamordowany w Warszawie przez zawodowego zabójcę Tadeusza Maziuka, ps. „Sasza”, „Misza”. Podczas śledztwa ustalono, że za zamachem na jego życie stał Barański, od którego Dębski żądał zwrotu pieniędzy. Za współudział w zabójstwie, na osiem lat więzienia skazano znajomą Jacka Dębskiego, 26-letnią wówczas, Halinę Galińską, ps. „Inka”. Zarówno Tadeusz Maziuk, jak i Jeremiasz Barański zmarli później w areszcie – pierwszy w Warszawie, drugi w Wiedniu – popełniając samobójstwo.
W 2007 na podstawie historii zabójstwa Dębskiego powstał scenariusz do filmu Izolator (ang. Warsaw Dark), reż. Christopher Doyle.
W listopadzie 2008 tygodnik „Wprost” opublikował artykuł podający w wątpliwość ostatnie ustalenia dotyczące okoliczności śmierci Dębskiego. Domniemany dotychczas morderca Tadeusz Maziuk, zdaniem tygodnika, nie był jedynym mężczyzną strzelającym do Jacka Dębskiego. Drugi, nieujawniony przez czasopismo, morderca prawdopodobnie żyje i przebywa na wolności. Do znanych kontaktów Jacka Dębskiego ze środowiskiem przestępczym, co podaje się oficjalnie jako przyczynę morderstwa, dochodzi teraz jeszcze wątek współpracy zamordowanego z Urzędem Ochrony Państwa. Według „Wprost” Jacek Dębski był tajnym współpracownikiem UOP. Jeremiasz Barański był natomiast współpracownikiem Służby Bezpieczeństwa, którą zastąpił UOP.
Jacek Dębski został pochowany 23 kwietnia 2001 na łódzkim cmentarzu na Mani.